# Woiwodschap Silezië (1920-1939)
De Silezische Woiwodschap (Pools: Województwo Śląskie; Duits: Woiwodschaft Schlesien) was tussen 1921 (hoewel in 1920 uitvoerende organen werden opgericht) en 1939 een van de woiwodschappen van Polen.
Het Verdrag van Versailles onderwiep de Pruisische provincie Opper-Silezië (Pools: Górny Śląsk; Duits: Oberschlesien) aan een volksraadpleging, waarbij de bevolking in meerderheid voor Duitsland koos - 59%, 41% stemde voor Polen. In de tussentijd waren er in de jaren 1919-1921 drie Silezische opstanden van Poolse mensen uit Opper-Silezië, die hun regio wilden opnemen in Polen. Op last van de entente werd het gebied toch verdeeld tussen Duitsland en Polen. Het gedeelte dat naar Polen ging verkreeg krachtens een Poolse wet van 15 juli 1920 een autonome status. Het gebied had veel eigen bevoegdheden en beschikte over een eigen parlement in de hoofdstad Katowice en eigen schatkist. De Autonome Silezische Woiwodschap was het rijkste, welvarendste en economisch belangrijkste gebied van Polen. Oost-Opper-Silezië, dat aan Polen werd toegekend, stemde meestal voor eenwording met Polen,  terwijl het westelijke deel aan de Duitsers werd overgelaten. Ook in het gebied dat aan Polen was toegewezen, was de overgrote meerderheid Pools, hoewel 400-500 duizend Polen aan de kant bleven die aan de Duitsers was toegewezen.     
Het zuidelijke deel van de Silezische Woiwodschap was Cieszyn Silezië (Pools: Śląsk Cieszyński; Duits: Teschener Schlesien), dat voor 1918 deel uitmaakte van Oostenrijk-Hongarije. Het werd in 1918 opgenomen in de Poolse staat, omdat Polen de meerderheid vormden in Cieszyn Silezië.     
Op 1 oktober 1938 werd het woiwodschap krachtens het Verdrag van München uitgebreid met Zaolzie, een 801,5 km² groot deel van Teschen dat tot Tsjechoslowakije behoorde, in dit deel vormde de Poolse bevolking echter ook voor 1938 de meerderheid.     
Na de Tweede Wereldoorlog werd de Oder-Neissegrens als nieuwe Pools-Duitse grens vastgesteld en sindsdien is geheel Opper-Silezië Pools. De autonome status werd op 6 mei 1945 formeel beëindigd.
Polen vormden 92% van de provincie, Duitsers 7% en minder dan 1% Joden.